# Mérope (oceánide)
Mérope era una de las ninfas acuáticas llamadas oceánides, por ser hijas de Océano y Tetis. Hesíodo menciona que había más de tres mil, y todas ellas estaban asociadas a un estanque, fuente, río o lago.
Mérope se casó con Clímeno, el hijo del dios del Sol. Con él tuvo al malogrado Faetón y a las ninfas llamadas helíades, que no pararon de lamentar la muerte de su hermano cuando pidió prestado el carro del Sol a su padre y, no pudiendo manejarlo, cayó a la tierra y fue fulminado por Zeus para no provocar una catástrofe. Sin embargo otras versiones los hacen hijos del Sol y de Clímene, la hermana de Mérope.